# Serie A2 (calcio a 5)
La Serie A2 è il terzo livello del campionato italiano di calcio a 5. Come il massimo campionato, anch'esso è costituito da squadre dilettantistiche. Il torneo è organizzato dalla Divisione Calcio a 5 e nella stagione 2023-24 comprende 46 squadre suddivise in quattro gironi.

## Storia
Al termine della stagione 1997-98 le formazioni classificatesi tra il secondo e il quarto posto di ogni girone di serie B (insieme alle due prime classificate perdenti lo spareggio promozione) accedettero direttamente al nuovo campionato insieme alle sei vincenti degli spareggi tra quinte, seste e settime classificate, dando vita alla nuova serie A2 articolata in due gironi da 12 squadre. Nella stagione 2001-02 il numero di squadre per girone fu portato a 14, per tornare nuovamente a 12 nell'edizione 2012-13 e nuovamente a 14 quattro anni più tardi. Nella stagione 2017-18 il numero di partecipanti toccò il record negativo della categoria: appena 21 società. Con la riorganizzazione dei campionati, dalla stagione 2018-19 i gironi della categoria diventano tre e, due anni più tardi, addirittura quattro, prima di ritornare a tre gironi da 16 squadre nella stagione 2022-23

## Formula

### Promozioni
Al termine della stagione regolare sono promosse in Serie A le squadre vincitrici dei due gironi. Le squadre piazzatesi tra il secondo e il quinto posto disputano i play-off divise per girone.
Fino all'edizione 2008-09 le due vincenti dei play-off di Serie A2 affrontavano nei play-out di Serie A le squadre della massima categoria classificatesi undicesima e dodicesima. Dall'edizione successiva le squadre vincitrici dei due gironi di play-off si affrontano in finale tra loro per decidere la terza promozione.

### Retrocessioni
Fino all'edizione 2008-09 per ogni girone retrocedevano direttamente le ultime due squadre classificatesi mentre l'undicesima e la dodicesima si affrontavano nei play-out per non retrocedere.
Dal 2009-10 per tre edizioni consecutive il numero di retrocessioni dirette era stato portato a tre per girone, costringendo anche le decime classificatesi a disputare i play-out.
Con la riduzione del numero dei partecipanti introdotta nel 2012-13 per ogni girone la squadra classificatasi dodicesima scende direttamente in serie B mentre le due squadre che la precedono disputano i play-out per decidere la seconda retrocessione. Il meccanismo di promozioni e retrocessioni è rimasto invariato anche nella stagione seguente sebbene l'organico sia aumentato a 13 squadre per girone. A fronte delle numerose defezioni, la formula dell'edizione 2017-18 prevede una sola retrocessione, determinata tramite play-out tra ultima e penultima classificata del girone A; il girone B non esprime alcuna retrocessione.

## Evoluzione
Dalla stagione 1998-99 alla 2017-18 si sono disputati 20 campionati di Serie A2, articolati in due gironi:
- Dalla Serie A2 1998-99 alla Serie A2 2000-01: 24 squadre
- Dalla Serie A2 2001-02 alla Serie A 2009-10: 28 squadre
- Dalla Serie A2 2010-11 alla Serie A 2011-12: 27 squadre
- Serie A2 2012-13: 24 squadre
- Dalla Serie A2 2013-14 alla Serie A2 2014-15: 26 squadre
- Serie A2 2015-16: 24 squadre
- Serie A2 2016-17: 28 squadre
- Serie A2 2017-18: 21 squadre

Dalla stagione 2018-19 alla 2019-20 e nella stagione 2022-23 la categoria era articolata in tre gironi:
- Serie A2 2018-19: 36 squadre
- Serie A2 2019-20: 42 squadre
- Serie A2 2022-23: 47 squadre

Dalla stagione 2020-21 alla 2021-22 la categoria è articolata in quattro gironi:
- Serie A2 2020-21: 48 squadre
- Serie A2 2021-22: 53 squadre

### Organico
- 10 volte: 28 squadre (ultima volta: Serie A2 2016-17)
- 5 volte: 24 squadre (ultima volta: Serie A2 2015-16)
- 2 volte: 27 squadre (ultima volta: Serie A2 2011-12); 26 squadre (ultima volta: Serie A2 2014-15)
- 1 volte: 21 squadre (ultima volta: Serie A2 2017-18); 36 squadre (ultima volta: Serie A2 2018-19); 42 squadre (ultima volta: Serie A2 2019-20); 47 squadre (ultima volta: Serie A2 2022-23); 48 squadre (ultima volta: Serie A2 2020-21), 53 squadre (ultima volta: Serie A2 2021-22)

## Le squadre partecipanti
Sono 241 i club che hanno preso parte alle 25 edizioni della Serie A2 giocate dal 1998-1999 al 2022-2023 (in grassetto i club militanti nella Serie A2 2022-2023).

### Abruzzo
- 10 volte: CUS Chieti
- 4 volte: Raiano, Tombesi
- 3 volte: Avezzano
- 2 volte: Academy Pescara, Acqua e Sapone, Aprutino, Pescara
- 1 volta: Adriatica Pescara, Atletico Teramo, Montesilvano, Real Dem

### Basilicata
- 8 volte: Real Team Matera
- 3 volte: Policoro, Potenza
- 2 volte: Bernalda, Libertas Eraclea
- 1 volta: C.M.B., Or.Sa. Viggiano

### Calabria
- 3 volte: Bovalino, Città di Cosenza, Catanzaro SG, Odissea 2000, Reggio Calabria
- 2 volte: Cataforio, Catanzaro Futsal, Polisportiva Futura, Real Reggio, Real Rogit
- 1 volta: Atletico Belvedere, Fabrizio, Licogest Vibo, Magic Crati, Reggio

### Campania
- 7 volte: Bellona
- 5 volte: Sporting Club Ercole
- 4 volte: Afragola, Aversa, Napoli Vesevo
- 3 volte: Marcianise, Napoli Ma.Ma.
- 2 volte: Benevento, Napoli, Gragnano, Orange Passion, Azzurra Marigliano, Napoli, Napoli Barrese, Napoli SMS, Olimpia Ischia, Partenope, Real Scafati, Sporting Sala Consilina, Stabia, Vesuvio, Vico Equense
- 1 volta: A.P., Feldi Eboli, Marigliano, Gioventù Nocerina, Pagani, Real San Giuseppe, Sandro Abate

### Emilia-Romagna
- 7 volte: Kaos
- 6 volte: Imola
- 5 volte: Cesena, Reggiana
- 2 volte: Forlì, Giemme, Modena-Cavezzo
- 1 volta: Castello, Cesena, Imolese, Fratelli Bari, OR Reggio Emilia

### Friuli-Venezia Giulia
- 4 volte: Palmanova
- 2 volte: New Team FVG
- 1 volta: Pordenone

### Lazio
- 11 volte: Brillante Roma
- 7 volte: Torrino
- 6 volte: Olimpus Roma
- 5 volte: Ciampino Anni Nuovi, Ceccano, Roma
- 4 volte: Active Network, Italpol Roma, Lazio, Mirafin, Orte
- 3 volte: Cogianco, Divino Amore, Latina, Lido di Ostia
- 2 volte: Aurelia Nordovest, Brillante Torrino, Ciampino, Cioli AV, CUS Viterbo, Ecocity Genzano, Fiumicino, Forte Colleferro, Isola, Lazio Calcetto, Lido di Roma, Palestrina, Pomezia
- 1 volta: Aniene, Ariccia, Canottieri Lazio, Capitolina Marconi, Cinecittà, EUR, Fortitudo Pomezia, Nepi, Ostia, Real Rieti, Roma Futsal, Sporting Hornets

### Liguria
- 3 volte: CDM Genova

### Lombardia
- 13 volte: Milano
- 5 volte: Lecco
- 4 volte: Saints Milano
- 3 volte: Bergamo, Mantova
- 1 volta: Domus Bresso, Milano, Seregno, Valprint Milano, Virtus Brescia

### Marche
- 7 volte: Italservice
- 6 volte: Polisportiva Giampaoli, Samb
- 4 volte: Porto San Giorgio
- 3 volte: Buldog Lucrezia, Civitanova, Cobà, Jesina, Miracolo Piceno
- 2 volte: Ascoli
- 1 volta: CUS Ancona, San Benedetto

### Molise
- 6 volte: CUS Molise
- 1 volta: Aesernia

### Piemonte
- 5 volte: Torino Cesana
- 3 volte: Carmagnola, Città di Asti, L84
- 2 volte: Asti Orange, Cotrade Torino, Elledì Fossano
- 1 volta: Caseificio Pugliese, Ciriè, Piemonte

### Puglia
- 6 volte: Bisceglie, Giovinazzo, Modugno, Salinis
- 5 volte: Sammichele, Virtus Rutigliano
- 4 volte: Atletico Cassano, Barletta, Sport Five
- 3 volte: Capurso, CSG Putignano, Itria, Manfredonia
- 2 volte: Aquile Molfetta, Azzurri Conversano, Biancazzurro, Fuente, Martina
- 1 volta: Bisceglie, Canosa, LCF Martina, New Taranto, Polignano

### Sardegna
- 10 volte: Cagliari
- 6 volte: Delfino Cagliari, Domus Chia, Leonardo, Sestu
- 4 volte: Atiesse, Quartu 2000
- 2 volte: 360GG Cagliari, Monastir, Ossi
- 1 volta: Assemini

### Sicilia
- 8 volte: Regalbuto
- 6 volte: Atletico Palermo, Palermo
- 5 volte: Acireale, Augusta
- 4 volte: Catania Librino, Pianeta Verde
- 3 volte: GEAR Sport, Melilli
- 2 volte: Meta Catania, Pro Scicli, Real Cefalù
- 1 volta: Ares Siracusa, Atletico Canicattì, Garden Club Taormina, Maritime, Pro Ficuzza, SIAC Messina, Trinacria,  Arcobaleno Ispica, Futsal Mazara

### Toscana
- 8 volte: Prato
- 5 volte: Atlante Grosseto
- 4 volte: Città di Massa, Pistoia
- 3 volte: IGP Pisa, San Paolo Pisa
- 2 volte: San Miniato
- 1 volta: San Michele

### Trentino-Alto Adige
- 4 volte: Bubi Merano
- 1 volta: Tridentina

### Umbria
- 8 volte: CLT Terni
- 3 volte: Magione, Polizia Penitenziaria
- 2 volte: Vis Gubbio
- 1 volta: Coar Orvieto, Nursia, Perugia

### Valle d'Aosta
- 17 volte: Aosta
- 8 volte: Aymavilles

### Veneto
- 9 volte: Arzignano
- 8 volte: Belluno, Verona
- 7 volte: Gruppo Fassina, Villorba
- 6 volte: AltoVicentino, Cadoneghe
- 5 volte: Venezia
- 4 volte: MestreFenice
- 3 volte: Città di Mestre, Cornedo, Marca Trevigiana, Petrarca, Thiene Zanè
- 2 volte: Altamarca, Atletico Nervesa, CAME Treviso, Hellas Verona, Luparense
- 1 volta: Sporting Marca

## Statistiche e record
- L'Aosta detiene il record di partecipazioni complessive della categoria (17).
- La serie di partecipazioni consecutive più lunga appartiene ex aequo ad Aymavilles, Brillante Roma, CUS Chieti e Belluno (8 edizioni). La striscia più lunga tuttora in corso appartiene al Leonardo (6 edizioni, dal 2017-2018).
- Aymavilles, Belluno e Matera sono le squadre con più partecipazioni alla Serie A2 a non essere mai approdate in Serie A.
- Il Verona è l'unica squadra ad avere vinto due volte il campionato (1998-99 e 2011-12).
- Asti, Atletico Belvedere, Cinecittà, Civitella, CMB, LCF Martina, Maritime, Nepi, Perugia e Real San Giuseppe hanno vinto il campionato al primo e unico anno di militanza nella categoria.
- FF Napoli, LCF Martina, Nepi, Maritime e Olimpus Roma sono le uniche società ad aver concluso una stagione senza sconfitte. Al momento dell'interruzione per via della pandemia di COVID-19, anche il Real San Giuseppe risultava imbattuto a 5 turni dal termine della stagione 2019-20.
- Il Nepi detiene il record di vittorie (24) e di punti (74) stagionali (2003-04).
- Il Maritime e l'FF Napoli sono le sole società ad avere concluso il campionato a punteggio pieno raccogliendo rispettivamente 18 e 20 vittorie in altrettanti turni (2017-18 e 2020-2021). La società campana detiene inoltre il maggior numero di vittorie consecutive (20).
- Pagani (2003-04), Roma Futsal (2008-09) e Giovinazzo (2009-10) detengono il record di sconfitte stagionali: 25.
- Il Domus Chia è la sola società ad avere concluso il campionato con sole sconfitte: 22 in altrettanti turni (2011-12). Al momento dell'interruzione per via della pandemia di COVID-19, nella stagione 2019-20 anche il Bisceglie aveva perso tutte le gare fino ad allora disputate (21).
- Il Cagliari ha perso tutte e tre le finali play-off a cui ha preso parte, di cui due consecutive (2012 e 2013). Quest'ultimo primato è condiviso con l'Augusta (2015 e 2016).
- La Marca Trevigiana è stata l'unica squadra militante in serie A2 ad aver raggiunto la semifinale dei play-off scudetto[2] (2006-07).
- Cagliari, Milano, Napoli, Palermo, Pisa, Policoro, Pomezia, Putignano, Roma, Torino e Venezia sono state interessate da derby cittadini.

## Albo d'oro
Nel corso degli anni la categoria è stata interessata da un graduale allargamento che ha comportato l'istituzione dei gironi C (2018-19) e D (2020-21). Con la soppressione di quest'ultimo, a partire dalla stagione 2022-23 il fenomeno si è invertito. Nell'elenco sottostante sono riportate in corsivo le squadre che, pur avendo guadagnato il diritto di iscriversi in Serie A, vi hanno rinunciato. Nella stagione 2021-22 la vittoria del girone non comportava l'automatica promozione in Serie A; le società promosse sono contrassegnate con un grado mentre la squadra campione è indicata con un asterisco (consuetudine introdotta nella stagione 2021-22).

### Girone A
- 1998-99:  VRF Verona
- 1999-00:  Cotrade Torino
- 2000-01:  Bergamo
- 2001-02:  Perugia
- 2002-03:  Luparense
- 2003-04:  Nepi
- 2004-05:  Polisportiva Giampaoli
- 2005-06:  Cesena
- 2006-07:  Marca Trevigiana
- 2007-08:  Cagliari

- 2008-09:  Atiesse
- 2009-10:  Asti
- 2010-11:  Venezia
- 2011-12:  Verona (2º titolo)
- 2012-13:  Zanè Vicenza
- 2013-14:  New Team FVG
- 2014-15:  Orte
- 2015-16:  CAME Treviso
- 2016-17:  PesaroFano
- 2017-18:  Civitella

- 2018-19:  Petrarca
- 2019-20:  Carrè Chiuppano
- 2020-21:  L84
- 2021-22:  360GG Cagliari°*
- 2022-23:  Olimpia Verona

### Girone B
- 1998-99:  Divino Amore
- 1999-00:  Bellona
- 2000-01:  CUS Chieti
- 2001-02:  Lido di Roma
- 2002-03:  Atletico Palermo
- 2003-04:  Reggio
- 2004-05:  Marcianise
- 2005-06:  Cinecittà
- 2006-07:  Pro Scicli
- 2007-08:  Napoli Barrese

- 2008-09:  Napoli Vesevo
- 2009-10:  Acqua e Sapone
- 2010-11:  Fiumicino
- 2011-12:  Cogianco
- 2012-13:  LCF Martina
- 2013-14:  Latina
- 2014-15:  Atletico Belvedere
- 2015-16:  Isola
- 2016-17:  Cisternino
- 2017-18:  Maritime

- 2018-19:  Lido di Ostia
- 2019-20:  Real San Giuseppe
- 2020-21:  Olimpus Roma
- 2021-22:  Pistoia°
- 2022-23:  Ecocity Genzano

### Girone C
- 2018-19:  C.M.B.
- 2019-20:  Real Rogit
- 2020-21:  Manfredonia
- 2021-22:  Active Network
- 2022-23:  Sala Consilina

### Girone D
- 2020-21:  FF Napoli
- 2021-22:  Melilli

## Giocatori

### Cannonieri
| Stagione | Nazione                                 | Giocatore                         | Squadra                    | Reti  |
| -------- | --------------------------------------- | --------------------------------- | -------------------------- | ----- |
| 1998-99  | Italia (bandiera) · Italia (bandiera)   | Davide Bilò Antonio Campano       | Jesina Vesuvio             | 30 29 |
| 1999-00  |                                         | sconosciuti                       | sconosciute                |       |
| 2000-01  |                                         | sconosciuti                       | sconosciute                |       |
| 2001-02  |                                         | sconosciuti                       | sconosciute                |       |
| 2002-03  | ?                                       | Márcio Zancanaro sconosciuto      | Cesena ?                   | ?     |
| 2003-04  |                                         | sconosciuti                       | sconosciute                |       |
| 2004-05  | ?                                       | Alemão sconosciuto                | Miracolo Piceno ?          | 61 ?  |
| 2005-06  | ?                                       | Fabiano Di Muzio sconosciuto      | Pescara sconosciuto        | 38 ?  |
| 2006-07  | ?                                       | Alemão sconosciuto                | Marca Trevigiana ?         | 52 ?  |
| 2007-08  | ?                                       | sconosciuto Rodrigo Teixeira      | ? Modugno                  | ? 35  |
| 2008-09  | Italia (bandiera) · Brasile (bandiera)  | Fabrizio Amoroso Alemão           | Atletico Teramo Giovinazzo | 32 33 |
| 2009-10  | Brasile (bandiera) · Brasile (bandiera) | Eduardo Napolitano Júlio Romanini | Samb Fiumicino             | 46 37 |
| 2010-11  | Brasile (bandiera) · Brasile (bandiera) | Rodrigo Teixeira Thiago Grippi    | Real Rieti Regalbuto       | 32 38 |
| 2011-12  | Brasile (bandiera) · Italia (bandiera)  | Conrado Sampaio Marco Torcivia    | Loreto Aprutino Acireale   | 46 41 |
| 2012-13  | Brasile (bandiera) · Brasile (bandiera) | Valdemir Vacca Noro               | Gruppo Fassina Napoli SMS  | 37 43 |

| Stagione | Nazione                                                                                                 | Giocatore                                                                          | Squadra                                              | Reti        |
| -------- | --- | ---------------------------------------------------------------------------------- | ---------------------------------------------------- | ----------- |
| 2013-14  | Brasile (bandiera) · Argentina (bandiera)                                                               | Rodrigo Teixeira Lucas Maina                                                       | New Team FVG Latina                                  | 33 46       |
| 2014-15  | Brasile (bandiera) · Brasile (bandiera)                                                                 | Conrado Sampaio Jorginho                                                           | Orte Augusta                                         | 61 38       |
| 2015-16  | Italia (bandiera) · Brasile (bandiera)                                                                  | Fabrizio Amoroso Marcelinho                                                        | Arzignano Isola                                      | 35 32       |
| 2016-17  | Brasile (bandiera) · Brasile (bandiera)                                                                 | Rafael Sanna Conrado Sampaio                                                       | Orte Policoro                                        | 37 48       |
| 2017-18  | Spagna (bandiera) · Spagna (bandiera)                                                                   | Juanillo Alejandro Lemine                                                          | Prato Maritime                                       | 31 21       |
| 2018-19  | Italia (bandiera) · Brasile (bandiera) · Brasile (bandiera)                                             | Pasquale Del Gaudio Jorginho Silon Júnior                                          | Villorba Lido di Ostia Real Rogit                    | 40 33 39    |
| 2019-20  | Brasile (bandiera) · Italia (bandiera) · Brasile (bandiera)                                             | Vitor Reinoldi Chimanguinho Silon Júnior                                           | Milano Real San Giuseppe Real Rogit                  | 29 36 50    |
| 2020-21  | Brasile (bandiera) · Brasile (bandiera) · Brasile (bandiera) · Argentina (bandiera) · Italia (bandiera) | Geovanne Luiz Da Silva Dimas Conrado Sampaio e Bernardo Di Fonzo Rodolfo Fortino   | Aosta Olimpus Roma Manfredonia Vis Gubbio FF Napoli  | 23 39 26 32 |
| 2021-22  | Brasile (bandiera) · Brasile (bandiera) · Brasile (bandiera) · Brasile (bandiera) · Italia (bandiera)   | Jeferson Fernando Titon Bebetinho e Marciano Piovesan Jader Fornari Cristian Rizzo | Mantova Pistoia Vis Gubbio Fortitudo Pomezia Melilli | 51 34 29 22 |
| 2022-23  | Argentina (bandiera) · Brasile (bandiera) · Brasile (bandiera)                                          | Martin Persec Cabeça Leonardo Brunelli                                             | MestreFenice Mantova Sala Consilina                  | 35 44       |